# NGC 574
NGC 574 је спирална галаксија у сазвежђу Вајар која се налази на NGC листи објеката дубоког неба.
Деклинација објекта је - 35° 35' 55" а ректасцензија 1h 29m 3,1s. Привидна величина (магнитуда) објекта NGC 574 износи 13,4 а фотографска магнитуда 14,2. NGC 574 је још познат и под ознакама ESO 353-6, MCG -6-4-39, IRAS 01268-3551, PGC 5544.